# 关东厅警察部办公楼旧址
关东厅警察部办公楼旧址位于中华人民共和国辽宁省大连市西岗区人民广场街道人民广场3号，即广场北半部的东侧。该建筑兴建于1936年，已列为大连市文物保护单位。

## 保护
2013年3月25日，关东厅警察部办公楼旧址公布为第六批大连市文物保护单位。